# Regina blestemaților
Regina blestemaților (în engleză Queen of the Damned) este un film american de groază regizat de Michael Rymer⁠(d) după un scenariu de Scott Abbott⁠(d) și Michael Petroni⁠(d). În rolurile principale au interpretat actorii Stuart Townsend, Aaliyah și Marguerite Moreau⁠(d). Este bazat pe romanul din 1988 Regina damnaților de Anne Rice.
A fost produs de studiourile Village Roadshow Pictures⁠(d) și a avut premiera la 22 februarie 2002, fiind distribuit de Warner Bros.. Coloana sonoră a fost compusă de Richard Gibbs⁠(d). 
Cheltuielile de producție s-au ridicat la 35 de milioane de dolari americani și a avut încasări de 45,4 de milioane de dolari americani.
Aaliyah, al cărei personaj titular moare la sfârșitul filmului, a decedat la 25 august 2001 într-un accident de avion pe Insulele Abaco după ce a finalizat filmările la Regina blestemaților.

## Rezumat
Sunetul unei trupe de nu metal îl trezește pe vampirul Lestat de Lioncourt dintr-un somn prelungit, iar el preia funcția de cântăreț principal al acesteia. Obținând succes internațional cu trupa, pe care o numește The Vampire Lestat, și după ce a dezvăluit existența vampirilor, își batjocorește propria rasă în timpul unui interviu pentru a face reclamă primului și singurului său concert live. Jesse Reeves, o cercetătoare a grupului de studii paranormale Talamasca, este intrigată de versurile sale la auzirea uneia dintre melodiile sale la televizor și le spune celorlalți membri teoria ei că el este cu adevărat un vampir. Mentorul ei, David Talbot, îi explică că știe deja identitatea lui și donează jurnalul lui Lestat pe care l-a recuperat pentru ca Jesse să-l poată citi, dar o avertizează să nu-l urmărească pe Lestat. În jurnal, Lestat își amintește că, în iarna lui 1788, a fost adus pe o insulă mediteraneeană și transformat în vampir de Marius de Romanus, un fost pictor talentat, iar cântatul său la vioară a trezit-o pe Akasha, primul vampir. Din ce în ce mai intrigată, Jesse îl urmărește pe Lestat până la un club de vampiri din Londra numit The Admiral's Arms, aici Lestat o salvează de trei vampiri și o întreabă de unde îl știe pe Marius.
Vizitându-l pe Lestat în Los Angeles, Marius îl avertizează că ceilalți vampiri nu-i vor tolera profilul public extravagant; el dezvăluie că muzica lui Lestat a trezit-o pe Akasha și îl imploră fără succes să-și anuleze concertul. Între timp, Akasha ajunge la The Admiral, căutându-l pe Lestat. După ce vampirii dezvăluie planul de a-l ucide la concert, ea dă foc clubului și ucide toți vampirii din interior. Ajunsă în Los Angeles, Jesse îi dă înapoi jurnalul lui Lestat și îi cere să-i arate cum este să fii vampir. El își bate joc de idee, dar ea îl convinge să petreacă timp cu ea. Mai târziu, ea întreabă dacă o poate converti, exprimându-și dorința de a fi cu el și de a ști tot ce face el. El refuză cu furie, și îi arată modul în care un vampir se hrănește cu sânge uman înainte de a o întreba dacă vrea cu adevărat să devină unul.
Lestat este atacat de un grup de vampiri la concertul său din Valea Morții, iar Marius îl ajută să-i învingă pe cei mai mulți dintre ei până când apare Akasha și îl duce prin aer pe Lestat la ea acasă, pe o stațiune de pe o insulă. În timpul actului sexual, el ajunge să fie vrăjit și supus ei. Jesse ajunge în casa în care a locuit când era copil, este uimită la vederea mătușii ei neschimbate, Maharet, care mai târziu se dezvăluie ca un vampir antic. Temându-se că Akasha vrea să domine lumea, vampirii antici decid să o distrugă sugându-i sângele. Cu toate acestea, ei cred că oricine va bea ultima ei picătură nu va supraviețui.
Akasha luptă cu vampirii antici și îi poruncește lui Lestat s-o omoare pe Jesse, văzând-o atât ca un dușman datorită faptului că este descendenta lui Maharet, cât și ca hrană, Akasha plănuind să facă din ea un exemplu pentru a descuraja neascultarea. El se supune aparent, dar după ce a băut sângele Jessei, își revine în fire și este eliberat de sub controlul Akashei. Își cere „coroana”, iar în timp ce Akasha îi oferă deschis brațul cu care să se hrănească, se repede asupra ei și, ajutat de antici, începe să-i scurgă sângele, diminuându-i puterea; el se duce la Jesse și, luând-o în brațe, îi donează sângele lui, în timp ce Maharet, care a ucis-o efectiv pe Akasha bând ultima ei picătură de sânge, se transformă într-o statuie de marmură și „doarme”, devenind noua regină a damnaților. .
Acum vampir, Jesse îl vizitează pe David, însoțit de Lestat și îi înapoiază jurnalul. Când David o întreabă nervos despre viața ei actuală, Jesse se oferă să-l facă vampir, dar el refuză din cauza vârstei sale. Jesse își ia apoi rămas bun de la David și merge să-l îmbrățișeze, dar respinge cu teamă îmbrățișarea; simțindu-i ezitarea, Jesse pare rănită, dar dă din cap înțelegătoare și pleacă cu Lestat. Marius intră apoi în biroul lui David, conștient că David este obsedat de el de mulți ani și îl salută politicos. Lestat și Jesse merg printre muritori, în noapte.

## Distribuție
Au interpretat actorii:
- Stuart Townsend – Lestat
  - Matt Hassall – Dublura lui Lestat ca violonist
- Aaliyah – Akasha
- Marguerite Moreau – Jesse
  - Rachael Tanner – tânăta Jesse
- Paul McGann – David Talbot
- Lena Olin – Maharet
- Christian Manon – Mael
- Claudia Black – Pandora
- Vincent Perez – Marius
- Bruce Spence – Khayman
- Matthew Newton – Armand
- Pia Miranda – Jesse's Roommate
- Tiriel Mora – Roger